# The Aldermen Islands
Die The Aldermen Islands sind eine kleine Gruppe von Felseninseln südöstlich der Mercury Bay vor der Nordinsel von Neuseeland.

## Namensherkunft
Ihren Namen erhielt die Inselgruppe am 3. November 1769 durch James Cook nach dem Court of Aldermen (damals das oberste administrative Gremium der Stadt London). Die offizielle Schreibung des Namens im Topografischen Kartenwerk Neuseelands ist daher „The Aldermen Islands“.

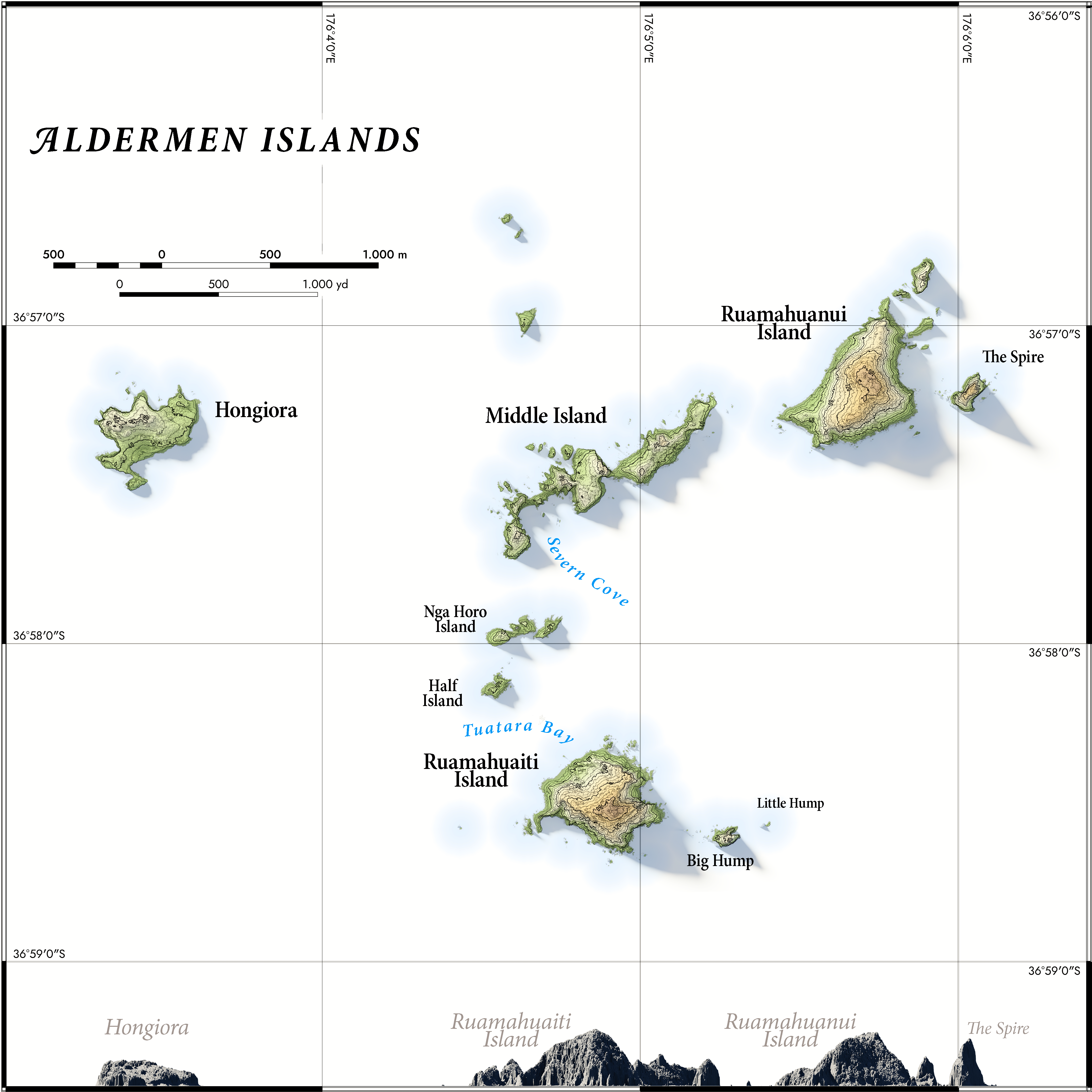
Karte der Andermen Islands

## Geographie
Die Inseln befinden sich vor der Küste der Coromandel Peninsula in der Region Waikato, 20 km östlich der Mündung des Tairua River mit den Orten Tairua und Pauanui.
Die Inselgruppe der The Aldermen Islands besteht aus vier Hauptinseln, deren Gesamtfläche 98,5 ha beträgt. Dies sind:
- Ruamahuanui Island – 30,6 ha
- Ruamahuaiti Island – 28,4 ha
- Middle Island – 24,4 ha
- Hongiora – 15,1 ha[4]

Hinzu kommen die kleineren Inseln:
- Nga Horo Island – 3,3 ha
- The Spire – 2,2 ha
- Half Island – 1,3 ha
- Big Hump – 1,1 ha
- Small Hump – 0,07 ha

und mehrere kleine Felseninseln (rd. 2,04 ha).
Die Inseln sind ein bewaldetes Naturschutzgebiet, das seltene Arten wie Brückenechsen beherbergt. Zutritt ist nur mit Genehmigung erlaubt.

## Archäologie
Die wissenschaftliche Untersuchung der Hinweise auf eine frühere maorische Besiedlung der Aldermen Islands ist gründlich dokumentiert durch Moore. Diese Forschung integriert Erkenntnisse aus verschiedenen historischen Berichten und Feldbeobachtungen von verschiedenen Autoren.
Während der ersten Erkundung der Aldermen Islands konnten frühe Beobachter wie Sladden, Falla und Cochrane keine sichtbaren Anzeichen einer früheren maorischen Besiedlung identifizieren. Die Untersuchungen von Bell et al. während der Jahre 1951–58 enthüllten jedoch faszinierende Hinweise auf beiden, Ruamahuanui und Middle Island. Captain Cook's historischer Bericht von 1769 bestätigte, dass die Inseln bewohnt waren, und Wades Beobachtungen von 1842, während eines vorübergehenden Aufenthalts auf Ruamahuaiti, notierten Überreste von Hütten und reichlich wildem Kohl in der Nähe von Tuatara Bay.
Die detaillierte Beschreibung der Inseln wurde nach dem Besuch von Sladden und Falla (opt. zitiert) sowie dem anschließenden Besuch von Cochrane im Jahr 1959 verfügbar. Cochrane kam zu dem Schluss, dass die Vegetation „kulturell unverändert“ erschien. Dennoch deuteten frühere Berichte von Bell et al. und Falla auf Hinweise auf Feuer auf zumindest einigen der Inseln hin.
Die Inseln beherbergen eine bedeutende Population von Pterodroma macroptera (Graugesichtssturmtaucher) und Sphenodon punctatus (Tuatara), die beide dafür bekannt sind, Baue zu errichten. Die kombinierte Wirkung von intensivem Graben, besonders in Gebieten wie Hongiora, zusammen mit kontrolliertem Abbrennen, wird vermutlich eine entscheidende Rolle bei der Auslöschung von Spuren einer früheren maorischen Bevölkerung gespielt haben.
Ein wesentlicher Bestandteil dieser Untersuchung sind archäologische Site-Beschreibungen, die während des wissenschaftlichen Lagers des Auckland University Field Club im Mai 1972 erstellt wurden. Obwohl diese Beschreibungen und zugehörigen Skizzen aufgrund von Zeitmangel und begrenzter Ausrüstung knapp sind, besteht die klare Möglichkeit, dass auf den Inseln weitere Stätten existieren.

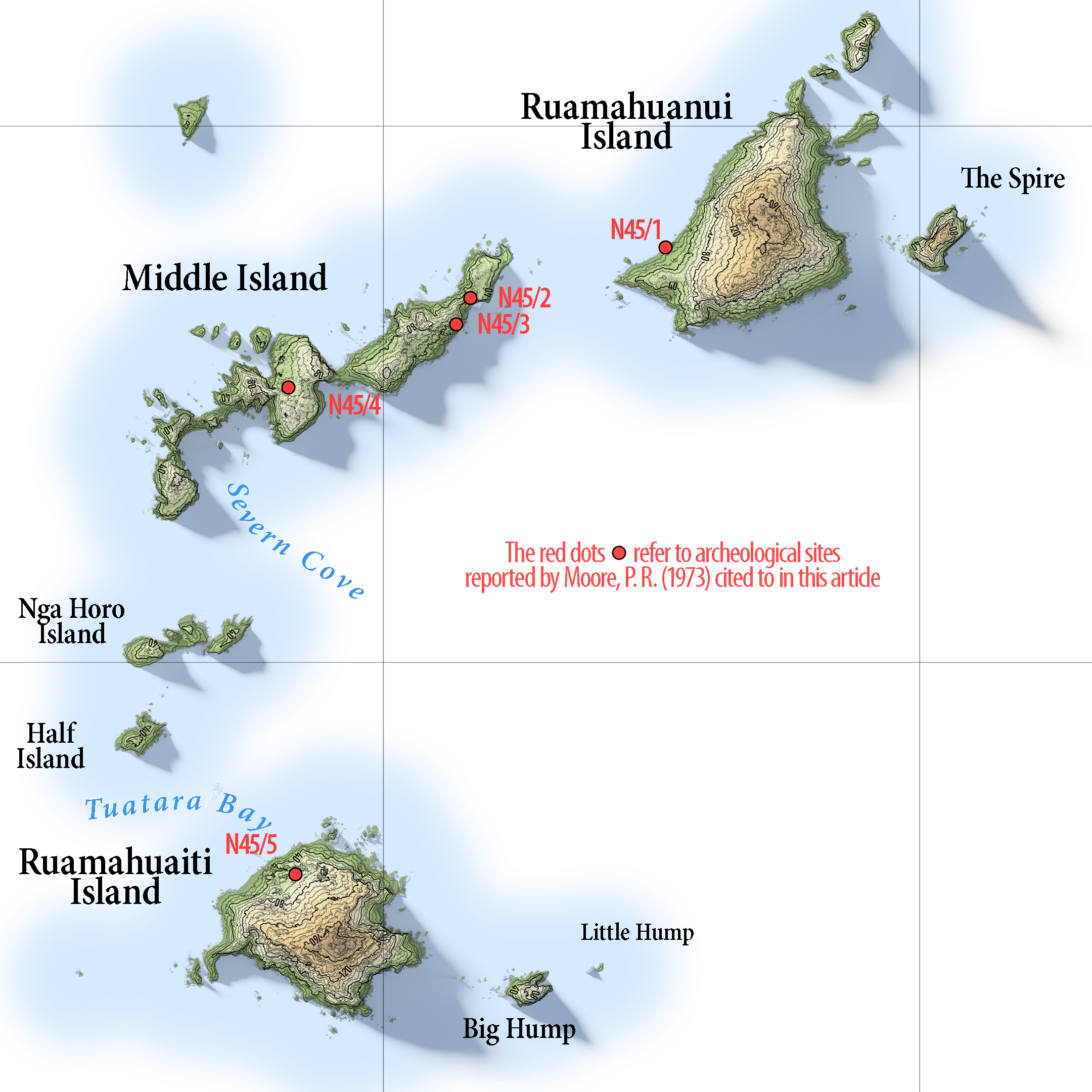
Archäologische Stätten, nach Moore

### Ruamahuanui
Eine einzige aufgezeichnete Stätte (N45/1, siehe Abbildung im Artikel) stimmt mit Blackburns Beobachtung von 1958 überein. Diese Stätte verfügt über eine kleine Terrasse, etwa 12 m mal 6 m groß, 10 m über dem Strand mit Steinmauern auf zwei Seiten. Hinweise auf Muschelhügel sind über die Terrasse verstreut und erstrecken sich weiter den Hang hinauf.

### Middle Island
Drei aufgezeichnete Stätten umfassen N45/2, die auf einem nach Süden abfallenden Grat über 40 m über steilen Klippen liegt. Der Zugang zu dieser Stätte ist über eine steile Schlucht oder einen schmalen, gefährlichen Grat möglich. Obsidian, Muscheln und Fischknochen wurden im Bereich verstreut gefunden. N45/3, eine kleine Terrasse 5–6 m über dem Strand, zeigt Konzentrationen von Muschelhügeln. N45/4, die größte und interessanteste Stätte, verfügt über Steinmauern und Terrassen, was auf eine mögliche Nutzung für den Anbau hinweist.

### Ruamahuaiti
Bedeutende Terrassierung auf dieser Insel (N45/5) besteht aus neun Hauptebenen auf dem nördlichsten Grat. Diese Stätte zeigt Hinweise auf Muscheln, Fischknochen, Obsidian und Artefakte, was auf eine mögliche archaische maorische Besiedlung hinweist.

### Hongiora
Obwohl keine spezifischen Stätten aufgezeichnet wurden, wurden zwei Obsidianflakes in der Nähe einer Frischwasserquelle gesammelt. Die Diskussion bezieht sich auf Beweise im Zusammenhang mit Steinwerk, Gruben, Muschelhügeln und Vegetation auf den Inseln. Die Nähe zu Mayor Is., einer bedeutenden Quelle von Obsidian, lässt die Möglichkeit aufkommen, dass die Inseln für vorübergehende Unterkünfte oder Besuche von küstennahen Reisegruppen genutzt wurden. Darüber hinaus legen historische Berichte nahe, dass die Inseln häufig von Mutton-Birding-Partys besucht wurden, was die Bedeutung der Inseln als Nahrungsquelle für die frühen Maoris in der Region unterstreicht.